# Воля-Каменська
Воля-Каменська (пол. Wola Kamieńska, нім. Stein-Kaspendorf) — село в Польщі, у гміні Ілава Ілавського повіту Вармінсько-Мазурського воєводства.
Населення — 189 осіб (2011).
У 1975-1998 роках село належало до Ольштинського воєводства.

## Демографія
Демографічна структура станом на 31 березня 2011 року:
|          | Загалом | Допрацездатний вік | Працездатний вік | Постпрацездатний вік |
| -------- | ------- | ------------------ | ---------------- | -------------------- |
| Чоловіки | 93      | 16                 | 66               | 11                   |
| Жінки    | 96      | 18                 | 54               | 24                   |
| Разом    | 189     | 34                 | 120              | 35                   |